# Sinfonie in C (Ballett)
Sinfonie in C, auch bekannt unter dem Namen Le Palais de Cristal (deutsch: Der Kristallpalast), ist ein Ballett des Choreografen George Balanchine zu Bizets Sinfonie in C-Dur.

## Musik
Georges Bizet komponierte 1855 im Alter von 17 Jahren seine Sinfonie in C-Dur, während er bei Charles Gounod am Pariser Konservatorium studierte. Die Partitur der Sinfonie ging zunächst verloren, wurde aber wiederentdeckt und im Jahre 1933 herausgegeben. Igor Strawinski informierte Balanchine über die Existenz der Sinfonie.

## Aufführungsgeschichte
Die Premiere des Balletts fand am 28. Juli 1947 im Théâtre National de L’Opéra mit dem Pariser Opernballett statt, wo Balanchine Gastballettmeister war.
Die Premiere beim New York City Ballet fand am 11. Oktober 1948 im City Center für Musik und Tanz, mit Kostümen von Barbara Karinska und Lichteffekten von Mark Stanley, statt. Jerome Robbins sah die Aufführung und gab an, dass er Balanchine sofort anschrieb, um ihn zu fragen, ob er in irgendeiner Funktion engagiert werden könne. Suzanne Farrell sagte, dass Sinfonie in C das erste Ballett war, das sie je sah, und beschloss unmittelbar eine Ballerina zu werden und sich dem New York City Ballet anzuschließen, was beides geschah. In einer Probe fragte Balanchine, ob sie mit ihrem Knie die Nase en penchée berühren könne, was sie konnte, so dass er durch diese Beigabe sie in seine Cheographien aufnahm.